# Murbad
Murbad là một thị trấn thống kê (census town) của quận Thane thuộc bang Maharashtra, Ấn Độ.

## Địa lý
Murbad có vị trí 19°15′B 73°24′Đ / 19,25°B 73,4°Đ Nó có độ cao trung bình là 83 mét (272 feet).

## Nhân khẩu
Theo điều tra dân số năm 2001 của Ấn Độ, Murbad có dân số 15.823 người. Phái nam chiếm 54% tổng số dân và phái nữ chiếm 46%. Murbad có tỷ lệ 73% biết đọc biết viết, cao hơn tỷ lệ trung bình toàn quốc là 59,5%: tỷ lệ cho phái nam là 80%, và tỷ lệ cho phái nữ là 65%. Tại Murbad, 15% dân số nhỏ hơn 6 tuổi.